# Tatort: Familienaufstellung
Familienaufstellung ist ein Fernsehfilm aus der Kriminalreihe Tatort der ARD und des ORF. Der Film wurde unter der Regie von Mark Schlichter von Radio Bremen produziert und am 8. Februar 2009 im Programm der ARD Das Erste erstmals ausgestrahlt. Es handelt sich um die 721. Episode der Filmreihe sowie um den 18. Fall, in dem Kriminalhauptkommissarin Inga Lürsen  (Sabine Postel) ermittelt und den 13. Fall für ihren Kollegen Kriminalkommissar Nils Stedefreund (Oliver Mommsen).

## Handlung
Kriminalhauptkommissarin Inga Lürsen und ihr Kollege Stedefreund werden zur Wohnung von Dr. Philipp Lewald gerufen. Seine türkischstämmige Ehefrau Rojin liegt erstochen auf ihrem Bett. Zunächst ist eine Selbsttötung nicht auszuschließen. Nachdem die Ermittler jedoch herausfinden, dass sich Rojin scheiden lassen wollte und ein lesbisches Verhältnis zu Dilek İlhan hatte, halten sie einen Ehrenmord für möglich. Die Obduktion schließt letztendlich auch einen Suizid aus.
Familie Korkmaz zeigt sich vom Tod ihrer Tochter erschüttert. Sie steckt gerade in den Hochzeitsvorbereitungen für Rojins jüngere Schwester Arzu. Sie soll einen Cousin heiraten, den Rojin seinerzeit verschmäht hatte. Eigentlich hat auch Arzu einen selbstgewählten Freund, doch da ihre Familie schon sehr darunter gelitten hatte, dass ihre Schwester die Familientradition nicht wahren wollte, steht sie unter einem großen moralischen Druck, der sie dazu bewegt, dem Wunsch ihrer Familie nachzukommen.
Während Lürsen und Stedefreund noch dabei sind, die eigentlichen Tatverdächtigen zu sondieren, wird Dilek İlhan tot aufgefunden. Jemand muss sie mit einem Messer angegriffen haben und im Verlauf des Kampfes ist sie die Treppe hinuntergestürzt. Obwohl sich alle Ermittlungen auf die Familie Korkmaz konzentrieren, die möglicherweise ihren jüngsten Sohn mit dem Ehrenmord an Rojin beauftragt hat, macht sich Arzus Freund verdächtig, mit dem Tod von Dilek İlhan etwas zu tun zu haben. Er ist fest entschlossen, Arzu zu entführen und so stört er die Hochzeitsfeier und nimmt Arzu in seine Gewalt. Lürsen und Stedefreund, die aus Ermittlungsgründen der Feier beiwohnen, folgen ihm und können ihn stellen. In dieser Situation gesteht Arzu ihre eigene Schwester getötet zu haben. Sie hatte sich geweigert, ihr zu helfen. Als angehende Ärztin sollte sie ihre Ehre durch eine Hymenalrekonstruktion wiederherstellen, Darüber kam es zwischen den Schwestern zum Streit in dessen Verlauf Arzu mit einem in der Küche griffbereiten Messer zugestochen hatte. Dilek İlhan wiederum wollte Arzus Familie ihre Beziehung zu Haydar Kartal verraten, was sie nicht zulassen konnte.

## Dreharbeiten
Der Film wurde unter dem Arbeitstitel Feuerstelle von Radio Bremen produziert und vom 15. November bis zum 16. Dezember 2007 in Bremen und Hamburg gedreht.

## Rezeption

### Einschaltquote
Die Erstausstrahlung von Familienaufstellung am 8. Februar 2009 wurde in Deutschland von insgesamt 8,45 Millionen Zuschauern gesehen und erreichte einen Marktanteil von 22,9 Prozent für Das Erste.

### Kritik
Rainer Tittelbach von tittelbach.tv meint: „Der Bremer ‚Tatort‘ hat immer schon gerne provoziert und öffentliche Debatten losgetreten. Mal hing einer am Fleischerhaken, mal wurden gleich 14 Tote beim Satanistengemetzel gezählt. Fragwürdiger als die reißerischen Effekte ist in ‚Familienaufstellung‘ allerdings eine Dramaturgie, die Wut, Unverständnis und Ohnmachtgefühle des Zuschauers mobilisiert. Auch die Tradition des offenen Endes führt der ‚Tatort‘ fort. Man glaubt zwar, eine tragische Mörderin gefunden zu haben. Aber kann man es wissen? Ist dieser schizophrene Wahnsinn einer 19-jährigen Türkin, die zwangsverheiratet werden soll, obwohl sie keine Jungfrau mehr ist, ‚nur‘ gespielt, um so irgendwann einmal in den Schoß der Familie wieder zurückkehren zu dürfen? Wie auch immer, beides ist Wahnsinn. Gegen dieses ‚System‘ eines islamischen Familienclans versagen sogar die Konventionen des TV-Krimis.“
Für die Sueddeutsche.de führte Harald Hordych aus: „Deutsche Realität kritisch abzubilden gehört zum Tatort-Selbstverständnis wie die Augen im Vorspann der Sendung. Nicht immer aber wird diese Aufgabe mit so viel Konzentration auf die Geschichte wie in Bremen angefasst, jenem kleinsten ARD-Sender, den einst man ‚das linke Radio Bremen‘ nannte, weil hier oft ungewöhnliche Formate und aufmüpfige Unterhaltung gewagt wurden – Unter deutschen Dächern war so ein Fall. Auch der Bremer Tatort hat etwas mit dieser Tradition zu tun.“
Die Kritiker der Fernsehzeitschrift TV Spielfilm zeigten für diesen Tatort mit dem Daumen nach oben. Sie fanden ihn „mitunter reißerisch, aber durchweg spannend“.